# Lepidostoma badakschanicum
Lepidostoma badakschanicum is een schietmot uit de familie Lepidostomatidae. De soort komt voor in het Oriëntaals gebied.